# Bridge of Sighs
Bridge Of Sighs (1974) è il secondo album di Robin Trower, pubblicato dall'etichetta discografica Chrysalis e prodotto Matthew Fisher, altro ex Procol Harum. L'album mantiene la classica formazione a tre chitarra/basso/batteria del precedente Twice Removed from Yesterday e ottenne un grande successo commerciale negli Stati Uniti; brani come "Bridge of Sighs", "Too Rolling Stoned", "Little Bit of Sympathy" e la trascinante "Day of the Eagle" sono diventate i punti cardine dei concerti dal vivo.

## Tracce (versione italiana: Chrysalis 040 1057 L)

### Lato A
1. Day Of The Eagle
2. Bridge Of Sighs
3. In This Place
4. The Fool And Me

### Lato B
1. Too Rolling Stoned
2. About To Begin
3. Lady Love
4. Little Bit Of Simpathy

## Formazione
- Robin Trower - chitarra
- James Dewar  - basso e voce
- Reg Isidore  - batteria